# 김해여자고등학교
김해여자고등학교(金海女子高等學校)는 대한민국 경상남도 김해시 대성동에 위치한 공립 고등학교이다.

## 학교 연혁
- 1955년 6월 20일 : 김해여자고등학교 6학급 인가
- 1955년 12월 31일 : 초대 이경진 교장 취임
- 1958년 2월 23일 : 제1회 졸업식(졸업생 수 35명)
- 1993년 5월 7일 : 금벌 도서관 신축
- 2005년 11월 15일 : 36학급 편성 인가
- 2023년 2월 10일 : 제66회 졸업식(졸업생수 233명, 총 졸업생수 24,114명)
- 2023년 3월 2일 : 제69회 입학식(입학생수 255명)
- 2023년 9월 1일 : 제28대 박강수 교장 취임

## 참고 자료
- 김해여자고등학교 - 한국교육학술정보원 학교알리미